# Paardenprocessie Kester

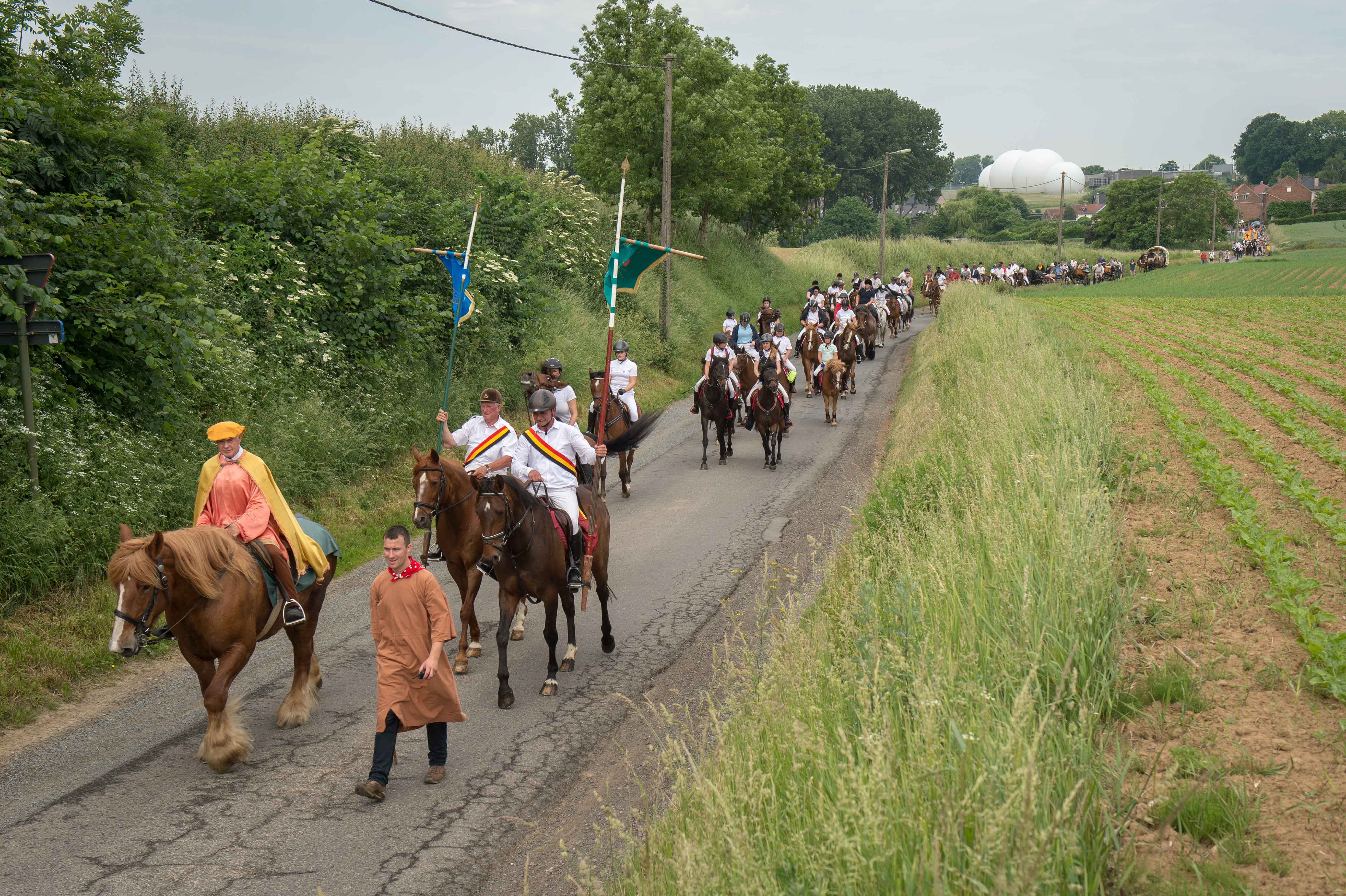
De processie op weg naar Kester (foto: Rudy Boon).

De paardenprocessie in Kester, in de volksmond ook kortweg "de Kesterweg" genoemd, is een eeuwenoude traditionele tocht in de gemeenten Kester, Oetingen en Herfelingen op de eerste zondag na Pinksteren. Deze ommegang in het hart van het Pajottenland, is gewijd aan de Heilige Drievuldigheid en wordt daarom ook wel de Heilige Drievuldigheidsprocessie genoemd. De processie wordt getypeerd door de grote aanwezigheid van ruiters te paard, koetsen en fanfares en is een van de drie grote paardenprocessies in Vlaanderen. Sinds juni 2023 is de paardenprocessie erkend via de Inventaris Immaterieel Erfgoed Vlaanderen.

## Historiek

### Het Kestergewoud
Het Kestergewoud, of de potestas van Castre, is het bestuurlijk gebied dat eeuwenlang de entiteiten Kester, Herfelingen en Oetingen heeft verbonden. Het Kestergewoud behoorde tot de heerlijkheid van Edingen die sinds begin van de 12de eeuw onder het graafschap Henegouwen ressorteerde. In die context werd in het midden van de 19e eeuw structuur gegeven aan de bestaande gewoonte van de inwoners van het gewoud om bij acuut of dreigend onheil in de stal of op het veld de bedeweg af te leggen te voet, te paard, alleen of in groep. Het was een bedetocht van kerk tot kerk. Het ontstaan van het Gild van het Paardenvolk gaf vorm aan de huidige ommegang, naast de individuele tochten die bij dag en bij nacht jarenlang bleven bestaan.
Deze Drievuldigheidsprocessie is sinds de tweede helft van de 19de eeuw uitgegroeid tot een paardenprocessie met lokale en regionale ruiterverenigingen. De oorsprong van de huidige ommegang is verbonden met het wijdingsfeest van de nieuwe kerk, de Sint-Martinus of Sint-Maartenkerk, in 1864. De vroegere kerk was op dat ogenblik immers al toegewijd aan de Heilige Drievuldigheid en was sterk gelinkt aan de burchtkapellen van Herfelingen en Oetingen.

### Een geschiedenis van 800 jaar op de achtergrond
De keure van het Kestergewoud gaf in 1217 autonome rechten aan de parochies van Kester, Herfelingen en Oetingen. De parochies van Herfelingen en Oetingen werden hierdoor versterkt waardoor ook de burgerlijke ontvoogding van de bevolking mogelijk werd en de band tussen de gemeenten werd een feit. Tot aan het einde van het Ancien Régime bleven deze drie zustergemeenten bestuurlijk en kerkelijk nauw met elkaar verbonden.
In de 13e en 14e eeuw trok de gruwel van de pest door heel wat Vlaamse streken. Het is niet ongewoon dat een streek blijvend herdacht dat de pest of en andere besmettelijke ziekte als bij wonder aan de bevolking was voorbijgegaan. Ook voor Kester, Herfelingen en Oetingen moet een dergelijke gebeuren als de voedingsbodem van eeuwenlange devotie worden gezien.

### Een Genootschap van de Heilige Drievuldigheid
De Drievuldigheid blijft de leidraad tussen de vroegere en huidige kerk van Kester, maar ook van de processie. Voor de bedegang was de onderpastoor verantwoordelijk in het beheer van de parochie. E.H. Bloete nam in 1871 het initiatief om een vereniging op te richten van mannen die zich engageerden om “jaarlijks op kermiszondag van Kester de Heilige Drievuldigheid in haren rondgang te peerd en stoetsgewijs te vergezellen. ”Er werd beslist om aan te duiden: een “President of Kapitein”, een “onderpresident of luitenant”, een “secretaris” en een ”schatbewaarder". Alles onder toezicht van “een besturende commissie”. Volgens artikel 3 van het document van 21 mei 1871 is het doel van de vereniging de bereden begeleiding van de Drievuldigheidsprocessie te verzekeren.
In de volksmond kreeg het Genootschap de naam “Gilde van het Paardenvolk”. Rond de eeuwwisseling van 1900 werd een langwerpig driehoekig bedevaartsvaantje gedrukt. De figuur van de heilige Sint-Martinus te paard staat er op afgebeeld. Het landschap van het Kestergewoud staat er ook op getekend met de kerk van Kester, de oude kerk van Herfelingen en de kerk van Oetingen naast het kasteel.

### De traditie is levendiger dan ooit

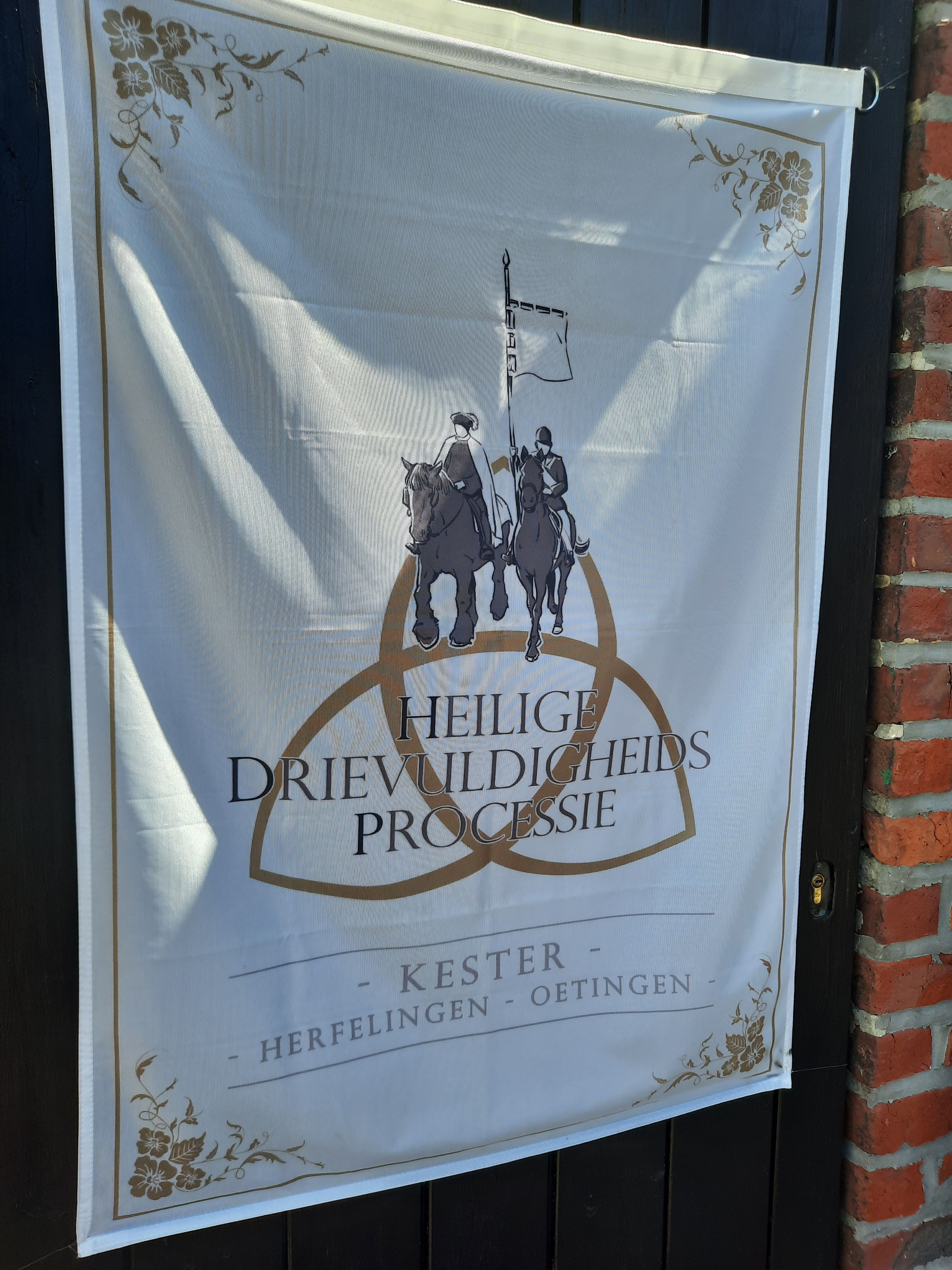
De vlag van de Paardenprocessie in Kester (2022)

Door de samenwerking van parochie, school, fanfare, jeugdbewegingen en de Gilde van het Paardenvolk is de ommegang van Kester meer dan ooit springlevend op de kermisdag na Pinksteren. De evocatie van 11 juni 2017 heeft het gebeuren een stevige onderbouw gegeven voor de betekenis van de Drievuldigheidsprocessie zoals pastoor Coosemans in 1960 ze omschreef als “de Kesterweg die tegen ziekten van mensen en dieren, en het afweren van alle onheilen wordt gedaan”. Ook anno 2022 hangen de inwoners van Kester steeds de vlag wanneer de processie door de straten trekt. In 2022 startte de Gilde een traject om de processie te laten erkennen als waardevol immaterieel erfgoed. In 2023 volgde de formele erkenning door minister Jan Jambon en werd de paardenprocessie toegevoegd aan de Inventaris Immaterieel Erfgoed.

## Kleine en grote processie
De “grote” processie vanuit de Sint-Maartenskerk in Kester langs de Sint-Pieterskerk in Herfelingen naar het Ursmarus-bedeoord in Oetingen start om 6 uur ’s morgens in het centrum van Kester. De fanfare van Kester zorgt voor de muzikale begeleiding, de bedevaarders en de ruiters verzamelen in groep om de tocht aan te vatten. Voor de middag vervoegen de kinderen van de school van Kester de terugkerende bedevaarders voor een kleine ommegang in het dorp: met traditionele processiekledij worden heiligenfiguren uitgebeeld rond het sacrament dat door de priester onder het baldakijn wordt rondgedragen. De plechtigheid wordt rond 12 uur afgerond aan de Sint-Jozefskapel waarna de traditionele kermis op gang wordt getrokken.
Voor 1865 stond de parochiekerk van Oetingen nog op de Oude Plaats en werd er een grotere processielus gevolgd vanuit gehucht Gracht over de Heerbaan naar het vroegere centrum. De ommegang werd trouwens ook buiten het weekend na Pinksteren gedaan door mensen die de weg vaak ’s nachts aflegden voor de ‘bloem' op de ogen of voor het zieke vee.

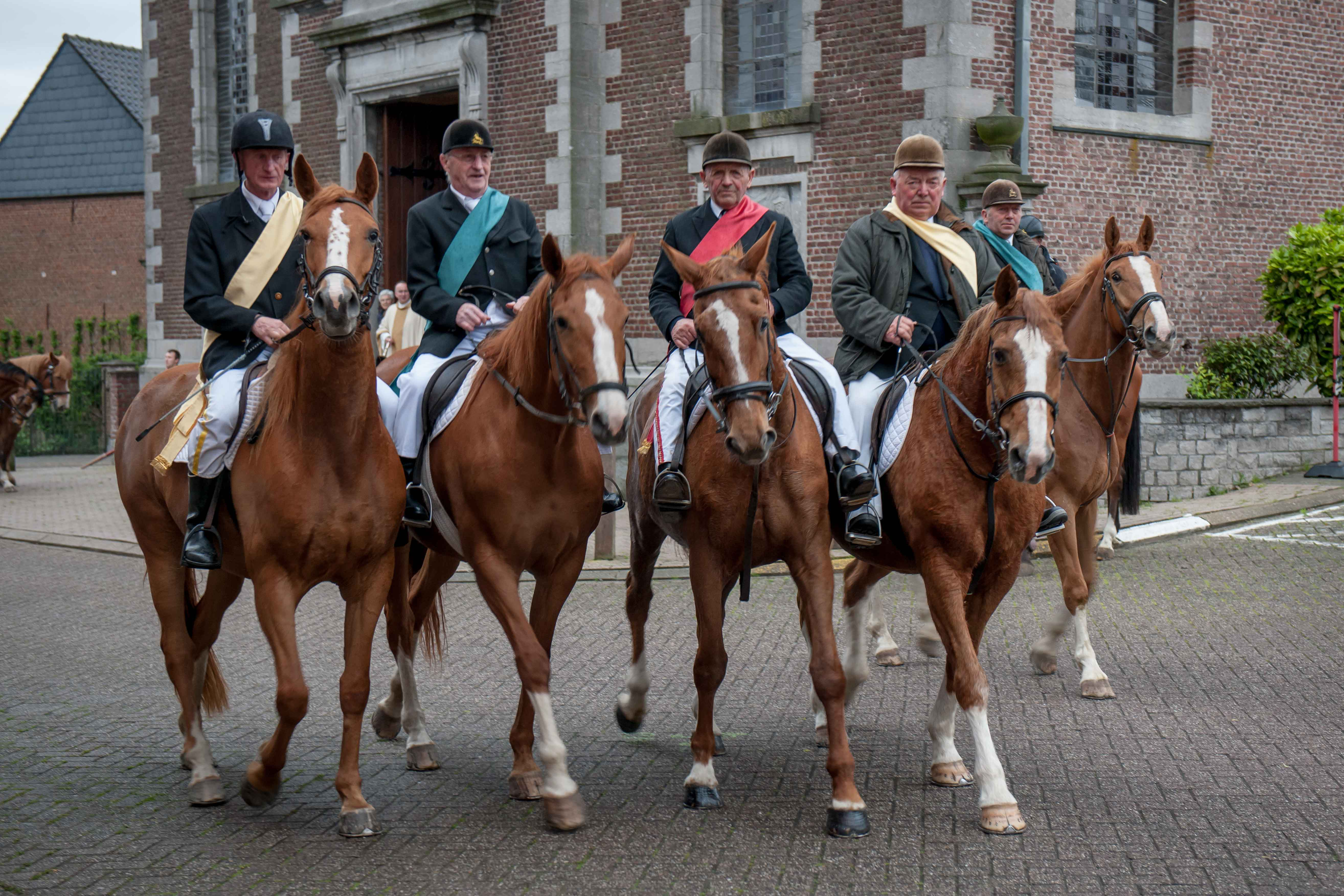
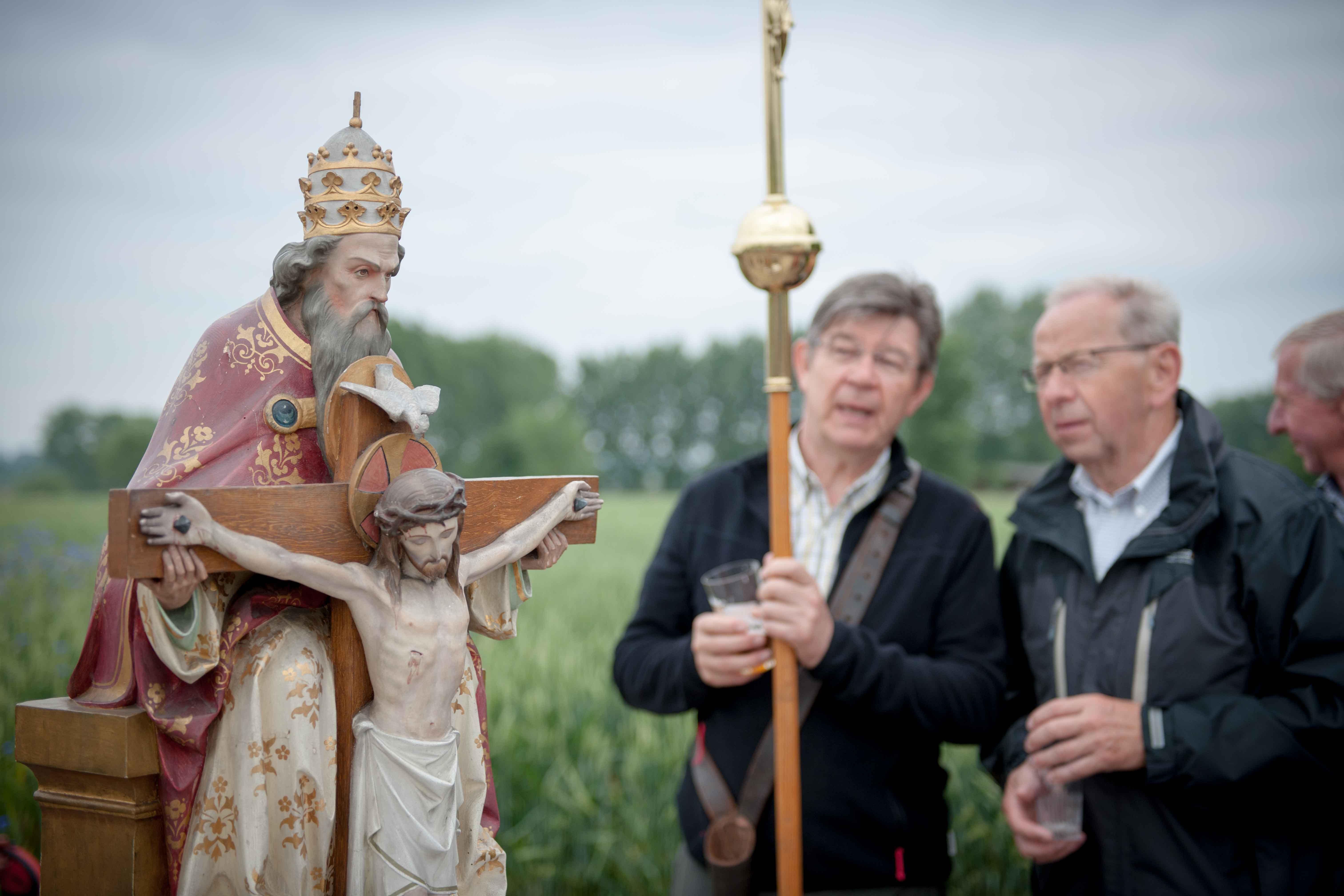
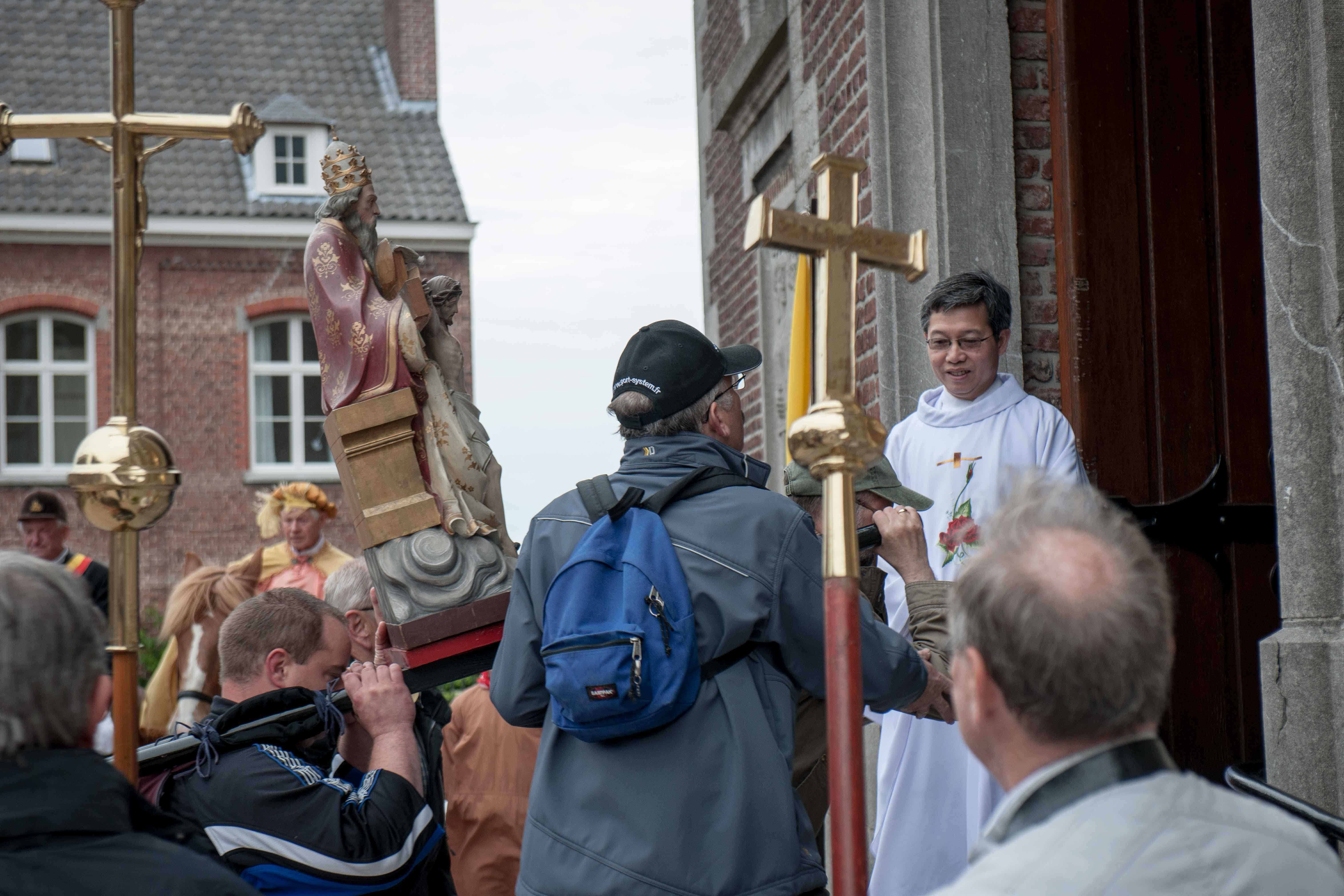
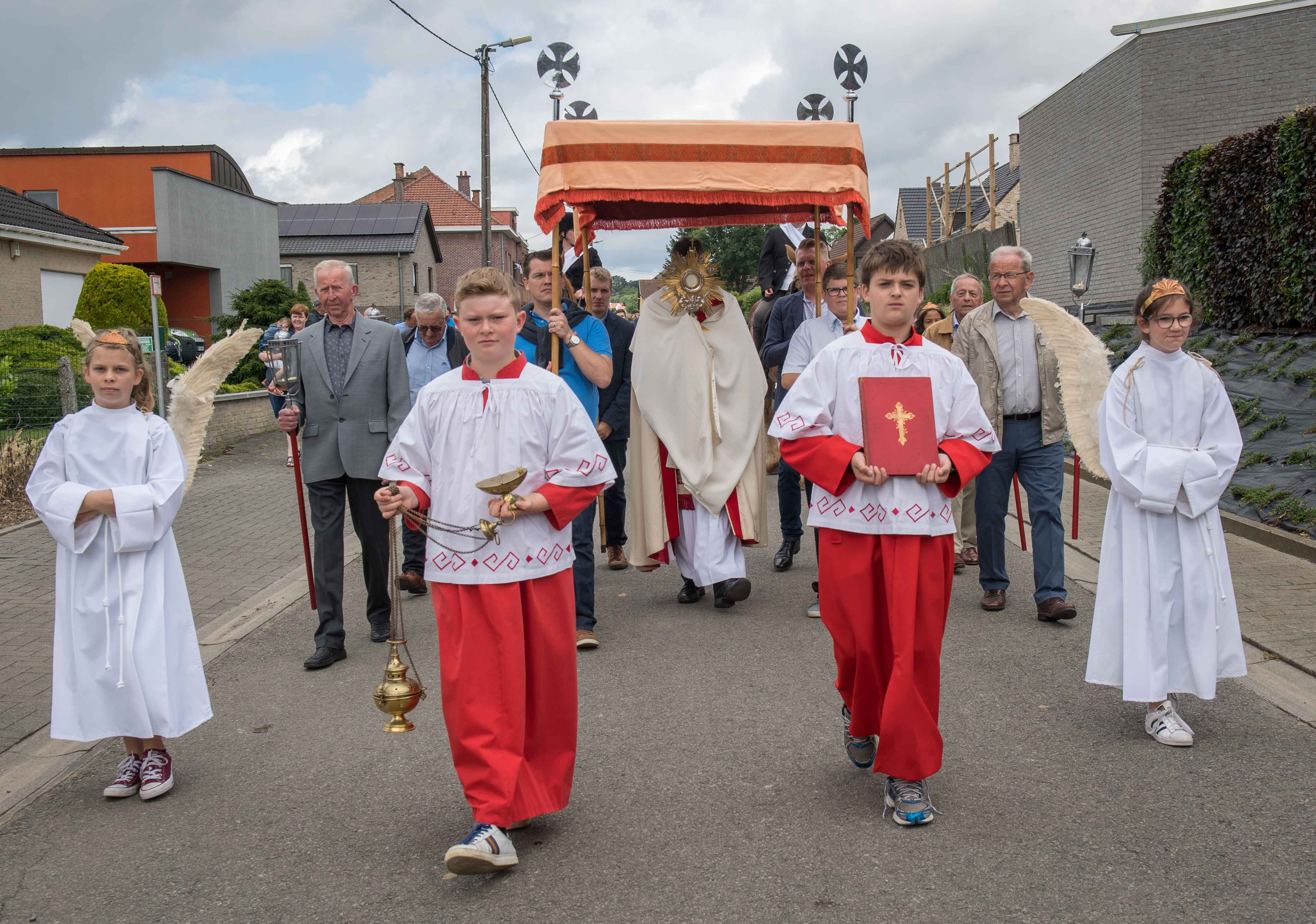
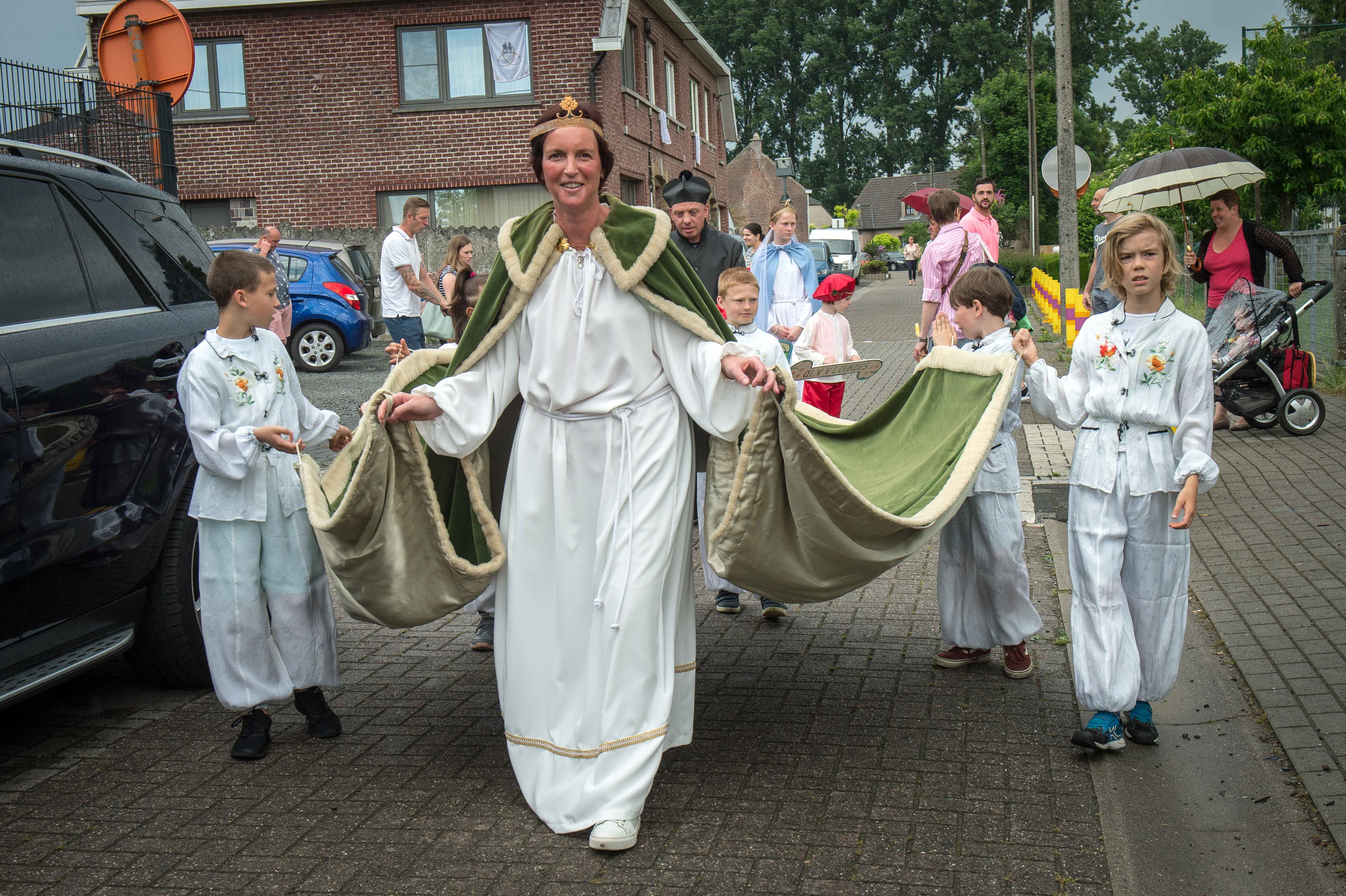
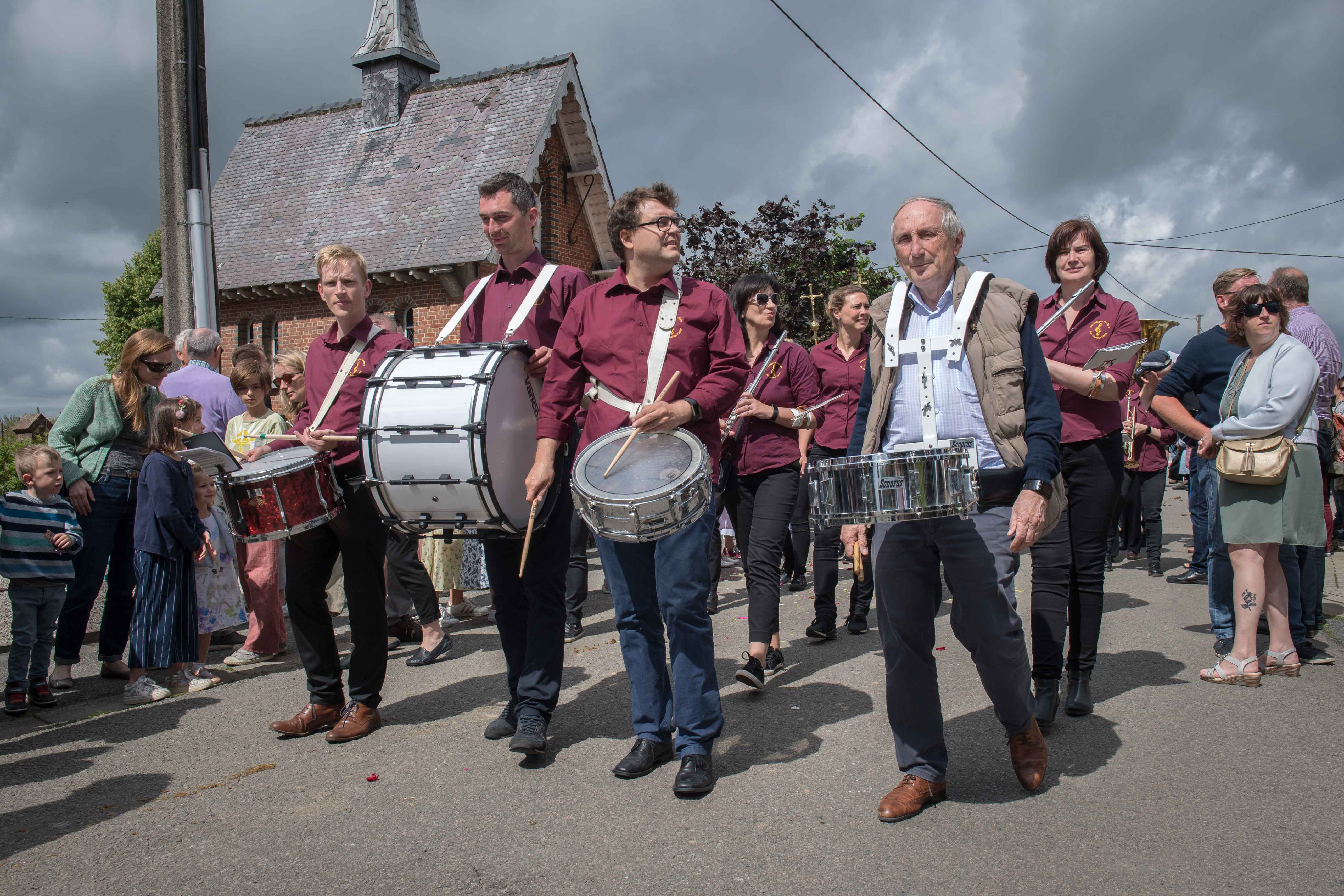
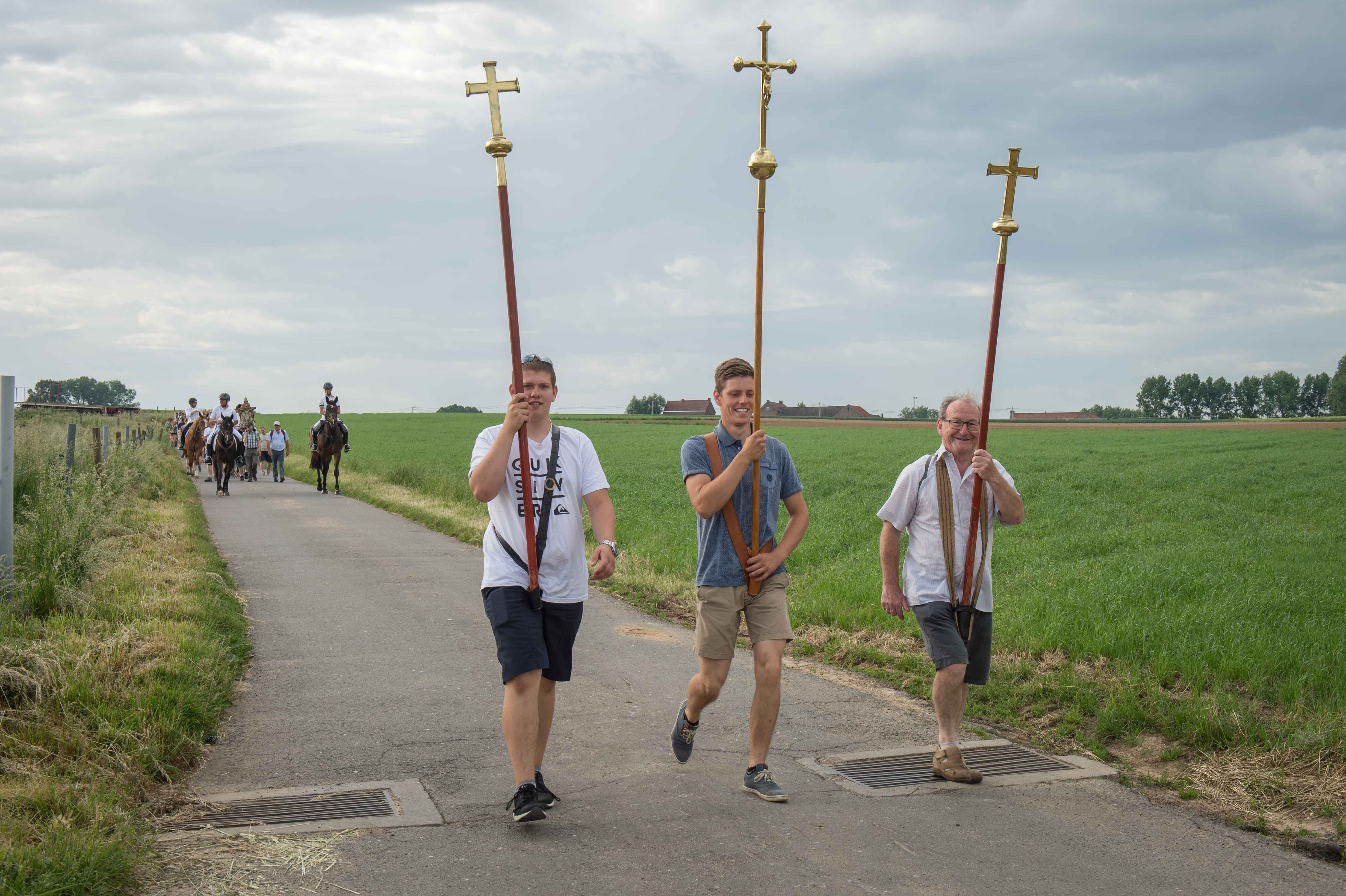
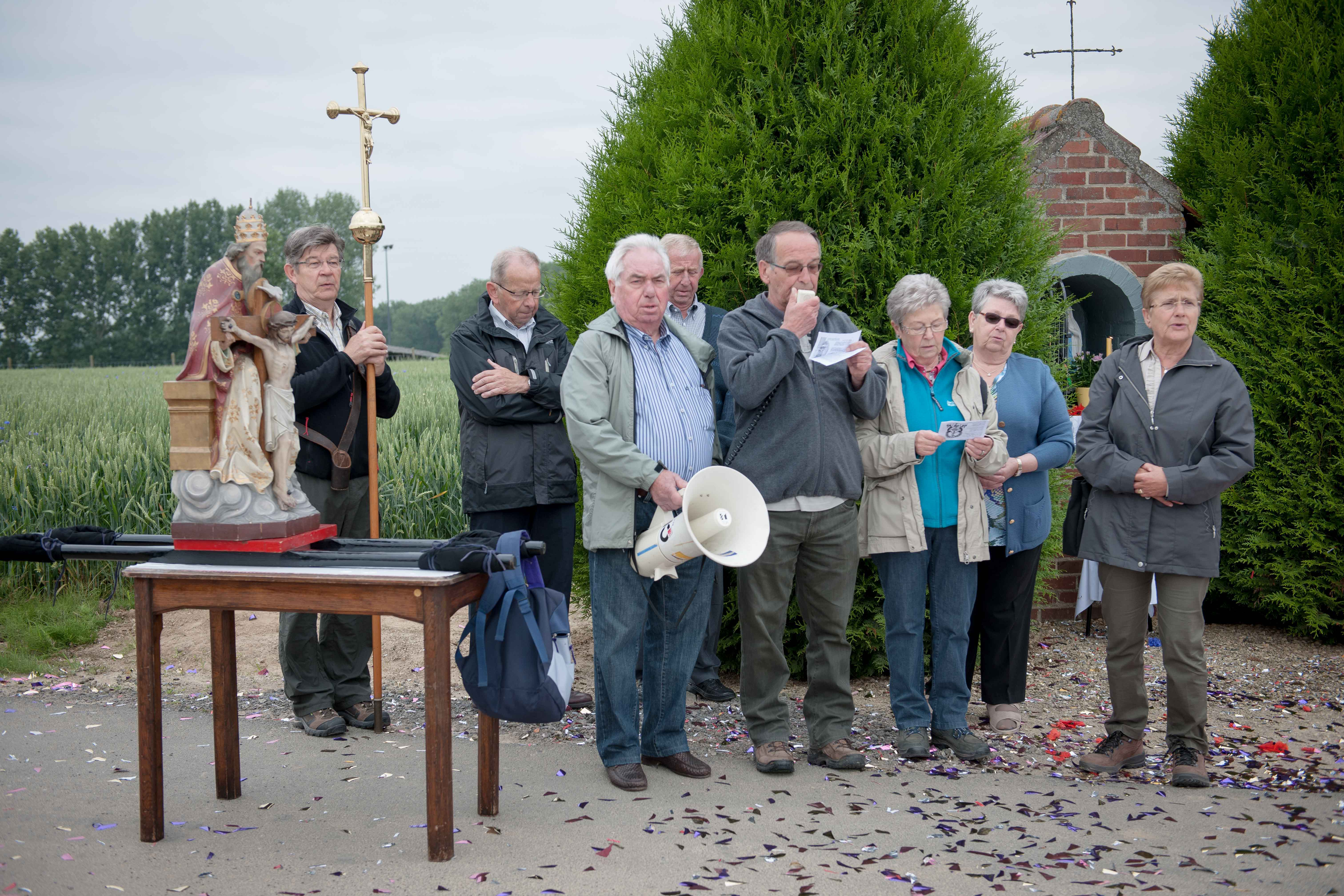
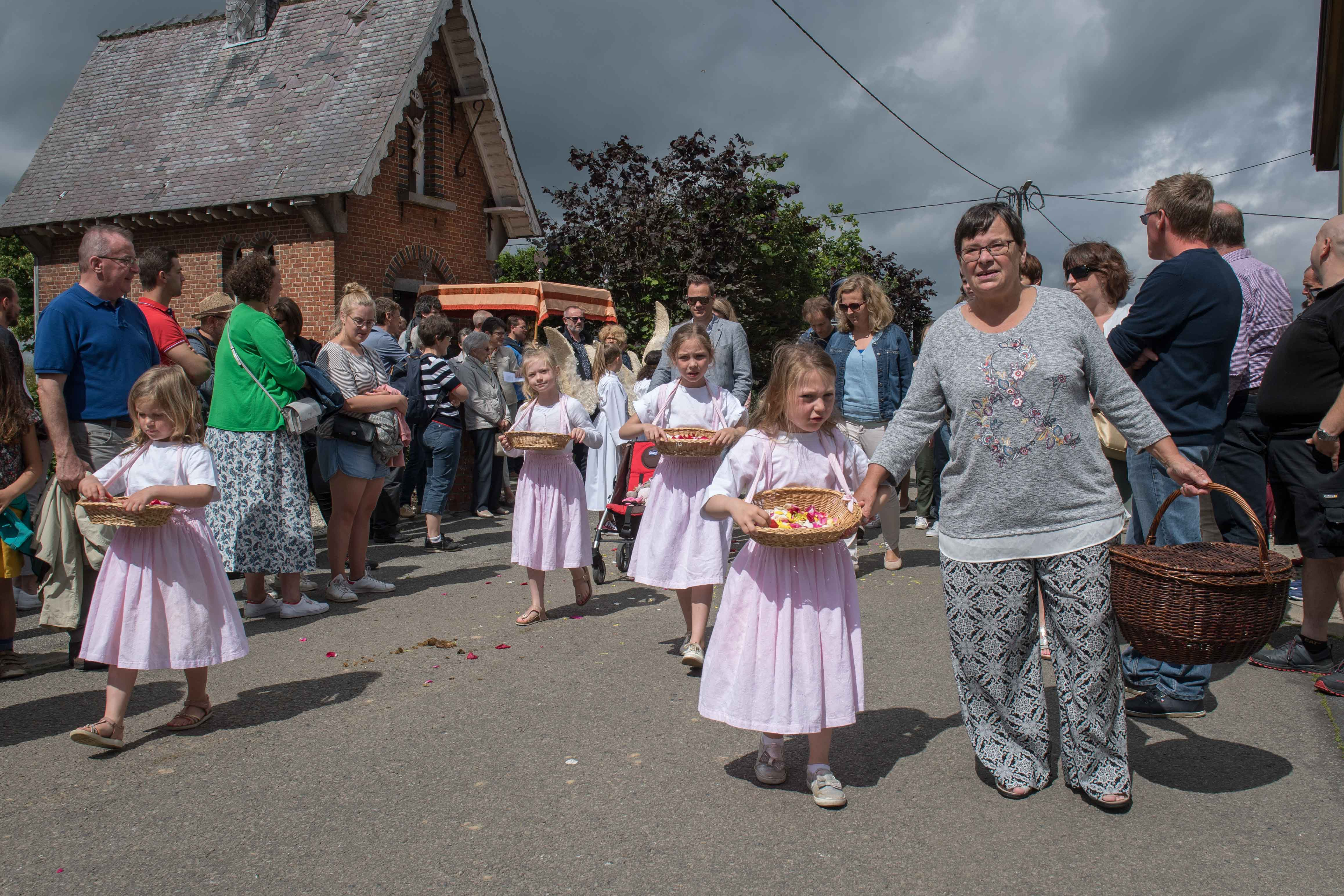
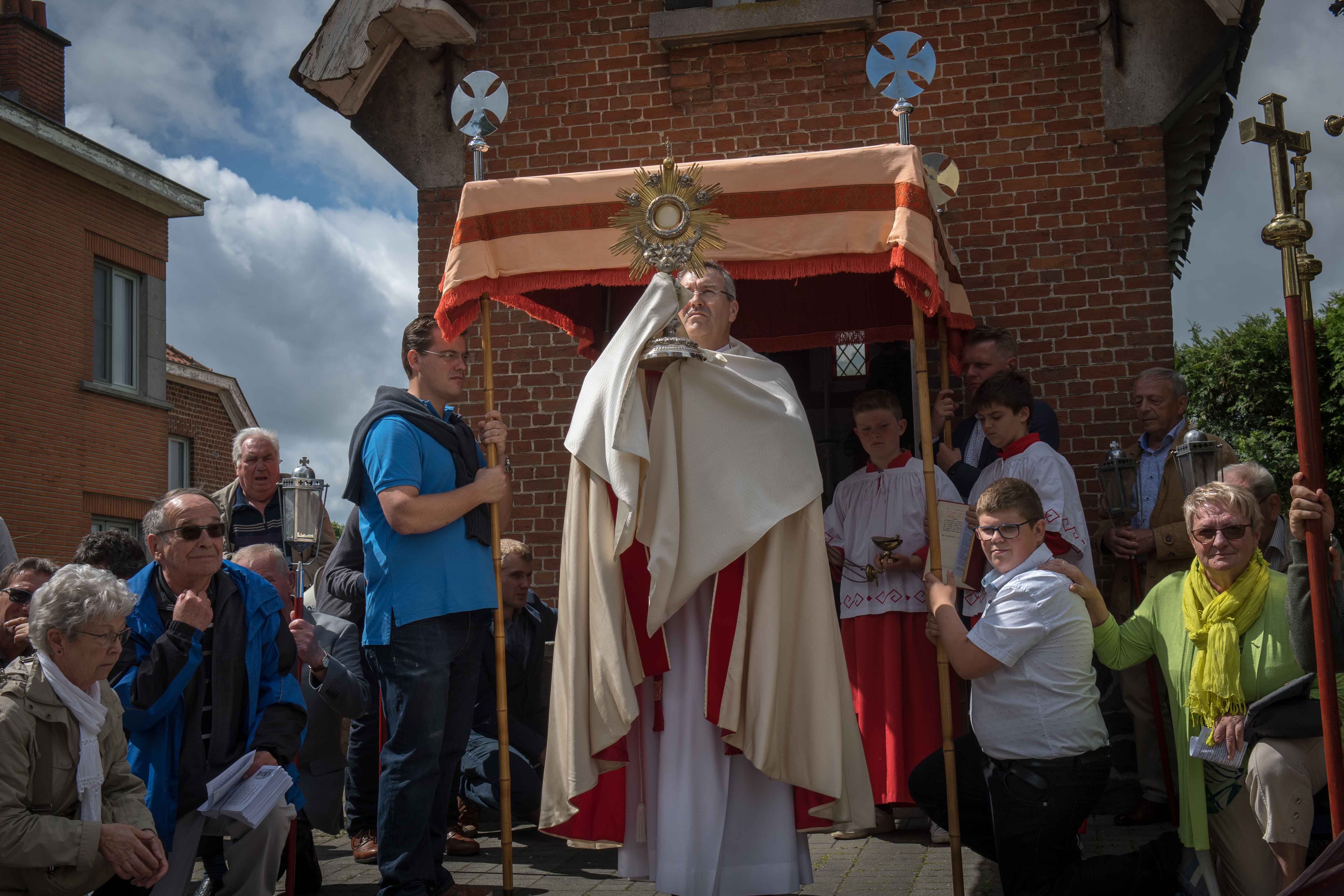

## Kaart
Hieronder een kaart met verschillende religieuze objecten op de route. Rood betekent verdwenen.